# أياندا باتوسي
أياندا باتوسي (بالإنجليزية: Ayanda Patosi) (31 أكتوبر 1992 بكيب تاون في جنوب أفريقيا - ) هو لاعب كرة قدم جنوب أفريقي في مركز الوسط . شارك مع منتخب جنوب أفريقيا لكرة القدم. أما مع النوادي، فقد لعب مع نادي لوكيرين.

## روابط خارجية
- أياندا باتوسي على موقع قاعدة بيانات كرة القدم.إي يو (الإنجليزية)
- أياندا باتوسي على موقع ناشيونال فوتبول تيمز (الإنجليزية)
- أياندا باتوسي على موقع Soccerway.com (الإنجليزية)
- أياندا باتوسي على موقع AS.com (الإسبانية)